# 1234 (chanson)
Pour les articles homonymes, voir 1234.
Singles de Feist
My Moon My Man
(2007) I Feel It All
(2008)
Pistes de The Reminder
The Limit to Your Love Brandy Alexander
1234 (qui se prononce à l’anglaise « one, two, three, four ») est le deuxième extrait de l'album The Reminder de Feist.

## Vidéoclip
Le clip vidéo de 1234 a été dirigé par Patrick Daughters (qui a également dirigé ceux des chansons Mushaboom, My Moon My Man et I Feel It All) et coréalisé par Éric Bergeron. La vidéo sort un mois après la sortie de l’album sur internet et dans la publicité de l’iPod (qui aura une longue diffusion). La vidéo sort officiellement sur MTV en juillet 2007 et sur MuchMusic en août 2007. Cet vidéo commence lorsqu’elle rentre dans un gymnase, par la suite, les danseurs apparaissent comme par magie et disparaissent à la fin du clip.

## Succès
Aux États-Unis, le titre débute en 61e position. Il s’agit de sa première chanson à décoller aux États-Unis. Il atteindra en novembre 2008 la 8e position. Au Canada, il débute en 87e position, c'est 20 positions de moins que My Moon My Man qui avait débuté en 67e. Il deviendra le single de l'année, en passant 36 semaines sur les palmarès et en atteinant la 3e position.
Le succès de la chanson dépasse les frontières. En Australie, il s'est directement classé en 67e position le 5 novembre 2007. Mais au début de décembre 2007, il entre sur le top 50 en 36e position. Au Royaume-Uni, la chanson débute en 98e position mais finira par se classer en 8e position.
L'impact de cette chanson permet à l'album d'entrer sur les palmarès dans les pays suivants : Australie, Suède, Suisse, Royaume-Uni, Irlande et Allemagne.

## Reprises
Feist reprend son titre et le pastiche pour le Sesame Street. Elle aime compter jusqu’à 4, des monstres et des pingouins 

## Charts mondiaux
| Pays                         | Meilleure Position |
| ---------------------------- | ------------------ |
| Allemagne                    | 75                 |
| Australie                    | 36                 |
| Canada                       | 3                  |
| Irlande                      | 33                 |
| Pays-Bas                     | 97                 |
| Royaume-Uni                  | 8                  |
| Suisse                       | 63                 |
| États-Unis Billboard Hot 100 | 8                  |